# Гвінейсько-іспанські відносини
Гвінейско-Іспанські відносини — двосторонні і дипломатичні відносини між цими двома країнами. Гвінея має посольство в Мадриді та почесне консульство в Барселоні, Лас-Пальмас-де-Гран-Канарії і Валенсії. Іспанія має посольство в Конакрі.

## Дипломатичні відносини
Іспанія встановила дипломатичні відносини з Гвінейської Республікою 10 лютого 1965 року.
Відкриття іспанського посольства в Конакрі є важливою віхою у відносинах між двома країнами. Перший посол-резидент вручає вірчі грамоти 12-14-2007 р. і приступив до відкриття Міністерства закордонних справ 15-2-2008 років. Відкриття посольства Гвінеї у Мадриді в 2009 році стало зміцненням двосторонніх відносин. У 2013 році Гвінея призначила свого першого посла в Іспанії.

## Співробітництво
Іспанське співробітництво починається в країні в результаті реалізації Плану дій Євро-Африканської конференції з міграції Рабату. Після відвідування МАЕК в жовтні 2006 року Іспанія набуває зобов'язання здійснити програму співпраці з країною на загальну суму 5 млн. євро. Це зобов'язання стало відправною точкою для іспанського співробітництва в цій країні, що було підтверджено включенням Гвінеї в Генеральний план на 2009-2012 роки як країни групи B (цілеспрямована асоціація). Обсяг допомоги, оголошеної Іспанією Гвінеї в період з 2008 по 2013 рік, перевищив 27 мільйонів євро. Деякі багатосторонні проекти прямували через Світовий банк і ЕКОВАС.